# Sertularia similis
Sertularia similis is een hydroïdpoliep uit de familie Sertulariidae. De poliep komt uit het geslacht Sertularia. Sertularia similis werd in 1876 voor het eerst wetenschappelijk beschreven door Clark. 